# 太田村 (長野県)
太田村（おおたむら）は長野県下水内郡にあった村。現在の飯山市大字常郷・豊田にあたる。

## 地理
- 山：仏ヶ峰、鍋倉山
- 河川：千曲川

## 歴史
- 1889年（明治22年）4月1日 - 町村制の施行により、常郷村・豊田村の区域をもって発足。
- 1956年（昭和31年）9月30日 - 飯山市に編入。同日太田村廃止。

## 交通

### 鉄道路線
村域を日本国有鉄道の飯山線が通過したが、駅は所在しなかった。